# لبسگو (دهانه)
لبسگو یک دهانه برخوردی در ماه‌ است.